# Klibc
klibc，一種C標準函式庫，開發者為漢·彼得·艾文（Hans Peter Anvin）。它是自由軟體，採用GNU 通用公眾授權條款或BSD授權條款。它主要應用於Linux開機流程中，而且它也是早期用戶空間（Early user space）與initramfs的一部份。在此時，這些應用程式無法使用glibc。它也適用於嵌入式系統的開發。 

## 外部連結
- 程式碼下載
- initramfs and where user space truly begins （页面存档备份，存于） - LWN, Jonathan Corbet, July 11, 2006.